# Vão do Paranã
Vão do Paranã is een van de 18 microregio's van de Braziliaanse deelstaat Goiás. Zij ligt in de mesoregio Leste Goiano en grenst aan de deelstaten Minas Gerais in het zuiden en Bahia in het oosten, de mesoregio Norte Goiano in het noorden en westen en de microregio Entorno de Brasília in het zuidwesten. De microregio heeft een oppervlakte van ca. 17.389 km². Midden 2004 werd het inwoneraantal geschat op 95.217.
Twaalf gemeenten behoren tot deze microregio:
| - Alvorada do Norte - Buritinópolis - Damianópolis - Divinópolis de Goiás - Flores de Goiás - Guarani de Goiás | - Iaciara - Mambaí - Posse - São Domingos - Simolândia - Sítio d'Abadia |

Mesoregio's: Centro Goiano · Leste Goiano · Noroeste Goiano · Norte Goiano · Sul Goiano

Microregio's: Anápolis · Anicuns · Aragarças · Catalão · Ceres · Chapada dos Veadeiros · Entorno de Brasília · Goiânia · Iporá · Meia Ponte · Pires do Rio · Porangatu · Quirinópolis · Rio Vermelho · São Miguel do Araguaia · Sudoeste de Goiás · Vale do Rio dos Bois · Vão do Paranã